# Waegwan-eup
Waegwan-eup (koreanska: 왜관읍) är en köping i Sydkorea. Den är administrativ huvudort i kommunen Chilgok-gun i provinsen Norra Gyeongsang, i den centrala delen av landet, 220 km sydost om huvudstaden Seoul.